# Santa Cecilia (Pisa)
Santa Cecilia je katolický kostel v Pise stojící na via Santa Cecilia.
Kostel byl založen kolem roku 1103 řádem kamaldulů, vysvěcen roku 1107 a kompletně dokončen ve 13. století. Jednolodní budova je postavena z cihel se základy z kamene. Fasádu zdobí sdružená gotická okna.
Charakteristická je pro tento kostel cihlová zvonice z roku 1236 a okna oddělená od sebe pouze sloupem. Po druhé světové válce podstoupila stavba celkovou rekonstrukci. Interiér uchovává malbu Martirio di Santa Cecilia od Ventury Salimbeniho (1607).